# Ґеорґ Бушнер
Ґеорґ Бушнер (нім. Georg Buschner, 26 грудня 1925, Ґера — 12 лютого 2007, Єна) — східнонімецький футболіст, що грав на позиції півзахисника. По завершенні ігрової кар'єри — тренер.

## Клубна кар'єра
Ґеорґ народився 26 грудня 1925 року в родині працівника залізниці і домогосподарки в місті Ґера. У 10 років він вже почав грати за молодіжну команду «Ґера».
У 1944 році вступив до націонал-соціалістичної німецької робітничої партії. Після Другої світової війни до 1947 року працював спочатку будівельником на будівництві, а потім «новим вчителем». Тоді ж вступив до Соціалістичної партії.
1947 року Бушнер переїхав до Єни, де навчався в Єнському університеті і виступав за команду «Ґера Зюд» (з 1951 року — «Мотор» (Ґера)), з якою 1949 року зіграв у фіналі Кубка НДР. Всього з 1949 по 1952 рік провів 84 матчі в чемпіонаті за клуб.
1952 року перейшов до клубу «Мотор» (Єна), за який відіграв сім сезонів. Завершив кар'єру футболіста виступами за команду «Карл Цейс» у 1958 році, ставши того року віце-чемпіоном НДР. Всього в оберлізі за кар'єру Ґеорґ провів 153 матчі і забив 12 голів.

## Виступи за збірну

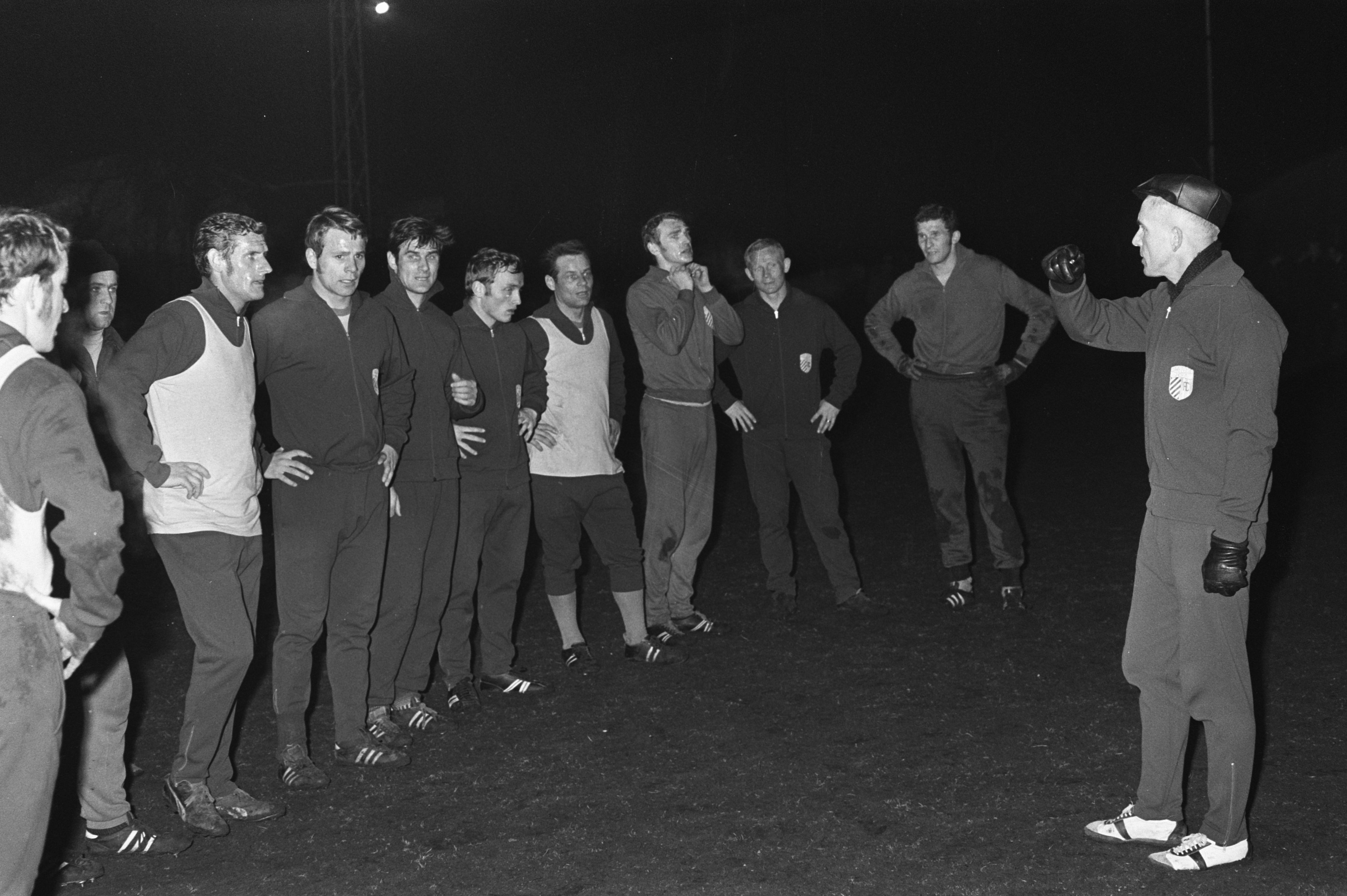
Ґеорґ Бушнер (праворуч) під час тренування «Карл Цейса». 1970 рік.

26 вересня 1954 року дебютував в офіційних матчах у складі національної збірної НДР в товариській грі проти Польщі (0:1). Загалом протягом кар'єри у національній команді провів у її формі 6 матчів.

## Кар'єра тренера
Відразу ж по завершенні кар'єри гравця, влітку 1958 року Бушнер очолив тренерський штаб клубу «Мотор» (Єна). У 1963 році Бушнер та його команда вперше стали чемпіонами НДР — успіх, який він повторив у 1968 та 1970 роках із клубом, який тоді вже був перейменований на «Карл Цейс». Він був інформатором Штазі під кодовим ім'ям «Ґеорґ» з 1966 по 1971 рік.
У 1970 році Бушнер став тренером національної збірної НДР і наступний рік сумішов посаду з роботою у клубі, після чого повністю зосередився на роботі зі збірною, ставши творцем її найбільших успіхів в історії. На Олімпійських іграх 1972 року в Мюнхені він виграв із командою бронзову медаль, а через чотири роки в Монреалі в 1976 році його гравці здобули золото, перемігши захисників титулу — збірну Польщі (3:1). За цей успіх він був нагороджений орденом «За заслуги перед Вітчизною» у сріблі.
Ґеорґ Бушнер також став єдиним тренер збірної НДР, який разом з нею пройшов до чемпіонату світу. Єдиний виступ НДР на чемпіонаті світу був у ФРН в 1974 році. На груповому етапі вони посіли 1 місце, перемігши, серед інших, у принциповому протистоянні ФРН (1:0) в єдиному матчі в історії цих двох команд. Всього керував збірною у 112 міжнародних матчах до 1981 року (59 перемог, 30 нічиїх і 23 поразки).
Наприкінці 1981 року Ґеорґ Бушнер був звільнений після невдалої кваліфікації на чемпіонат світу 1982 року. Це призвело до дострокового виходу на пенсію. «Мені практично було заборонено працювати», — сказав він в інтерв'ю журналісту та спортивному репортеру з НДР Готфріду Вайзе в 2005 році.
Помер 12 лютого 2007 року на 82-му році життя у місті Єна від раку простати.

## Титули і досягнення

### Як тренера
- Чемпіон НДР (1): 1963, 1968, 1970
- Володар Кубка НДР (2): 1960
- Бронзовий олімпійський призер: 1972
- Олімпійський чемпіон: 1976